# تاريخ سياسي

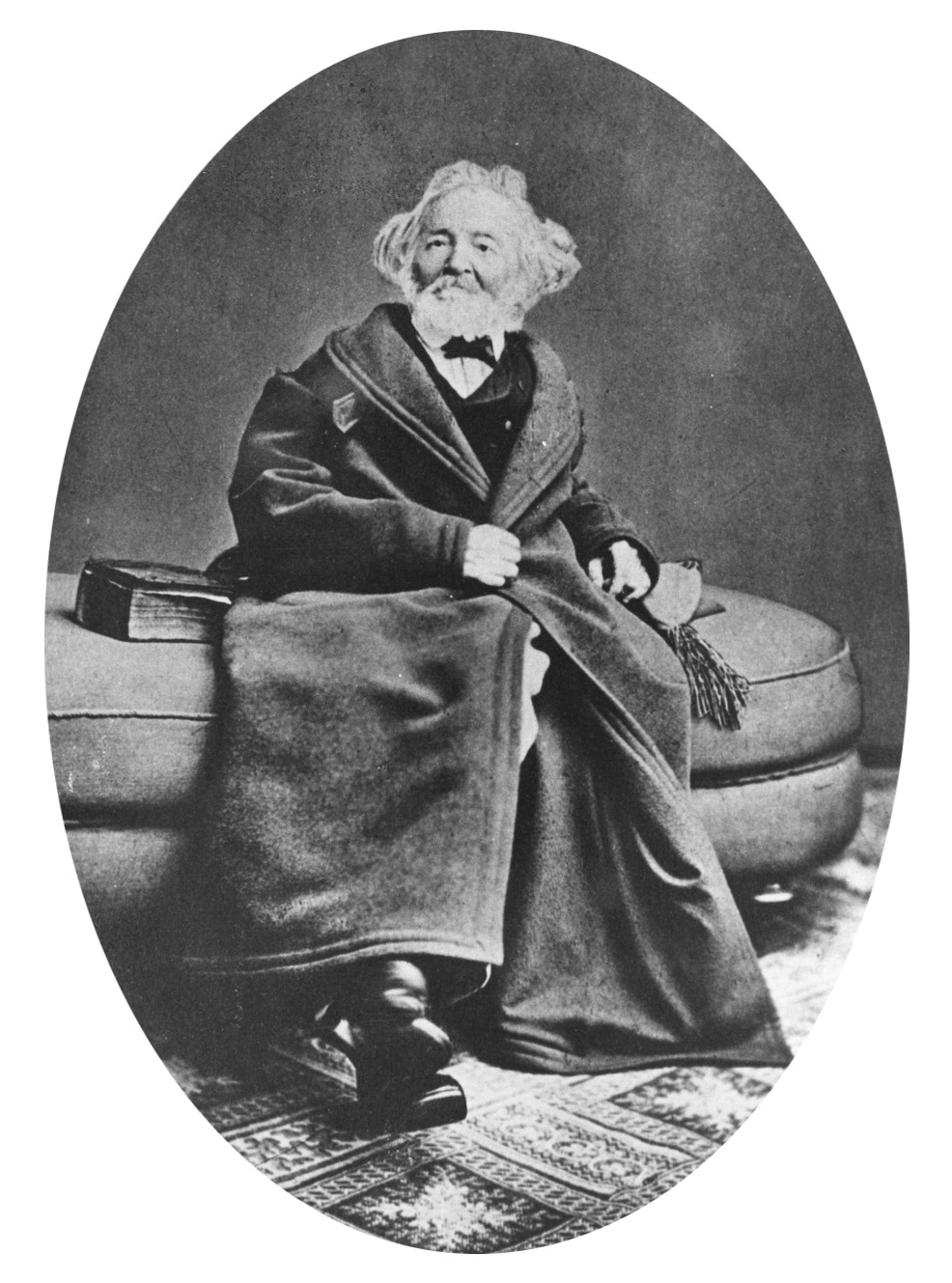

التاريخ السياسي هو السرد والتحليل للأحداث السياسية والأفكار والحركات والقادة السياسيين.
غالبا ما يتناول التاريخ السياسي تاريخ تشكل وتطور دولة أمة nation state، بهذا يتميز لكن يبقى على ترابط بحقول التاريخ الأخرى مثل التاريخ الاجتماعي، التاريخ الاقتصادي والتاريخ العسكري.
هذا يتعارض مع مفهوم التاريخ الاجتماعي الذي يركز بشكل رئيسي على أفعال وأنماط حياة الناس العاديين وليس السياسة والقادة.
لقد برز منذ القدم العلاقة القوية، والمستمرة بين علم التاريخ، وعلم السياسة، وتكاد تكون هي الصورة الأوضح لالتقاء العلوم، والتأثير المتبادل بينها.. لذلك لا يُستغرب اهتمام الكثير من الساسة على مر العصور، بدراسة التاريخ، واستخدامه كرافد مهم من أجل نجاحهم.
- إن السياسيون يستخدمون التاريخ بطرق عديدة، فهم يؤثرون بصنع التاريخ بصفتهم فاعلين، وغالبا ما يكتبون التاريخ عن طريق ذكرياتـهم، ومذكراتـهم.
- إن العلاقة بين السياسة، والتاريخ، تختلف من باختلاف المجتمعات، وتتغير على حسب نظام الحكم، حيث تتناوب هذه العلاقة بين الإسهام الفعلي الحقيقي للتاريخ، وللمؤرخين، وبين التوظيف الذي يضع التاريخ تحت خانة الوصاية لتحقيق مكاسب، كاستخدام النظام الإيراني للمظلومية التاريخية لآل البيت، والشيعة مثلا.
- أن كثيرا من الأمم الحديثة تعتمد في إرساء شرعيتها الديموقراطية، باستخدام التاريخ لتكوين شعور بالهوية القومية عن طريق تركيب صورة للماضي المشترك، مصممة لتثبيت تلاحم الجماعة، وبناء التضامن بينها.. فصناعة الهوية القومية والوطنية، من المهام العظيمة التي يقدمها التاريخ، والمؤرخ لأي مجتمع، ولذلك فهو يتفرد بها دون غيره.

العلاقة بين التاريخ، والسياسة .. أو (التاريخ السياسي) .. بالإنجليزية Political history) هو سرد، ومسح للأحداث السياسية، والأفكار، والحركات، وأجهزة الحكومة، والناخبين، والأحزاب، والقادة.. ويرتبط بمجالات أخرى من التاريخ، وخاصة التاريخ الدبلوماسي، بالإضافة إلى التاريخ الدستوري، والتاريخ العام.
التاريخ السياسي يدرس تنظيم، وعمل السلطة في المجتمعات الكبيرة. من خلال التركيز على النخب في السلطة، وعلى تأثيرها على المجتمع، وعلى الاستجابة الشعبية، وعلى العلاقات مع النخب في التاريخ الاجتماعي الآخر، والتي تركز في الغالب على تصرفات، وأنماط حياة الناس العاديين، أو تاريخ الناس، وهو عمل تاريخي من منظور الجمهور.
في العقدين من 1975 إلى 1995، ارتفعت نسبة أساتذة التاريخ في الجامعات الأمريكية المرتبطة بالتاريخ الاجتماعي من 31 ٪ إلى 41 ٪، وهبطت نسبة المؤرخين السياسيين من 40 ٪ إلى 30 ٪. في أقسام التاريخ بالجامعات البريطانية والإيرلندية في عام 2014، من بين 3410 من أعضاء هيئة التدريس المشاركين في إعداد التقارير، تعرف 878 (26 ٪) على أنفسهم بالتاريخ الاجتماعي، وتاريخهم السياسي يتبع في 841 (25 ٪) من أعضاء هيئة التدريس بالمدرسة.

## تاريخ العالم السياسي
التاريخ السياسي للعالم.. هو تاريخ مختلف الكيانات السياسية التي أنشأتها البشرية طوال وجودها، والطريقة التي تحدد بها هذه الدول حدودها.
على مر التاريخ.. توسعت الكيانات السياسية من الأنظمة الأساسية للحكم الذاتي، والملكية إلى الأنظمة الديمقراطية، والشمولية المعقدة الموجودة اليوم. وموازاة لذلك، توسعت النظم السياسية من حدود غامضة محددة إلى حدود وطنية محددة موجودة اليوم.
- التاريخ القديم: في التاريخ القديم، لم يكن للحضارات حدود كما فعلت الأمم اليوم، ويمكن وصف حدودها بدقة أكبر على أنها حدود. كانت سلالات سومر الأولى، أول أسرة مصرية، أول حضارات تحدد حدودها. علاوة على ذلك، بعد أكثر من 200000 سنة حتى القرن العشرين، عاش الكثير من الناس في مجتمعات غير حكومية. وتتراوح هذه من عصابات وقبائل متساوية نسبيا إلى مشيخات معقدة وعالية المستوى.

كانت الحالات الأولى من نوعها هي السلالات المبكرة لسومر ومصر من السلالات المبكرة، والتي نشأت من سلالة أوروك والأسرة المصرية على التوالي في حوالي 3000 قبل الميلاد. كانت مصر أول سلالة حول النيل في شمال شرق إفريقيا، وكانت حدود المملكة تتركز حول النيل وتمتد إلى المناطق التي توجد فيها الواحات. كانت سلالة سومر المبكرة تقع في جنوب بلاد ما بين النهرين مع حدودها الممتدة من الخليج العربي إلى أجزاء من نهري دجلة والفرات.
بحلول عام 2500 قبل الميلاد، تشكلت حضارة وادي السند، الواقعة في الهند وباكستان وأفغانستان الحديثة. امتدت حدود الحضارة على بعد 600 كيلومتر من بحر العرب.
شهد عام 336 قبل الميلاد ظهور الإسكندر الأكبر، الذي أسس إمبراطورية من مختلف البلدان التي امتدت من اليونان الحديثة إلى شبه القارة الهندية، مما جعل بلدان البحر المتوسط على اتصال مع تلك الموجودة في وسط وجنوب آسيا، كما كانت الإمبراطورية الفارسية قبله. امتدت حدود هذه الإمبراطورية مئات الكيلومترات.
كانت الإمبراطورية الرومانية (27 ق.م. - 476 م) أول حضارة غربية معروفة بتعريف حدودها بدقة، على الرغم من أن هذه الحدود يمكن وصفها على نحو أدق بأنها حدود، بدلاً من تحديد حدودها بدقة، تم السماح بتعقب الحدود وحكم جزء من الأرض بشكل غير مباشر في كثير من الحالات،

## جوانب التاريخ السياسي
كتب ليوبولد فون رانكي أول تاريخ سياسي «علمي» في ألمانيا في القرن التاسع عشر. منهجياته أثرت تأثيرا عميقا على الطريقة التي فحص بها المؤرخون المصادر نقديا. أحد الجوانب المهمة للتاريخ السياسي هو دراسة الإيديولوجية كقوة للتغيير التاريخي. يؤكد أحد المؤلفين أن «التاريخ السياسي ككل لا يمكن أن يوجد بدون دراسة الاختلافات الأيديولوجية وآثارها». وتركز دراسات التاريخ السياسي عادةً على دولة واحدة وتغييرها السياسي وتطورها. حدد بعض المؤرخين الاتجاه المتزايد نحو التخصص الضيق في التاريخ السياسي خلال العقود الأخيرة: «بينما سعى أستاذ جامعي في الأربعينيات إلى تعريف نفسه بأنه» مؤرخ «، بحلول الخمسينيات كان» المؤرخ الأمريكي «هو التسمية».
من سبعينيات القرن العشرين فصاعداً، تحدت حركات جديدة النهج التقليدية للتاريخ السياسي. تحول تطور التاريخ الاجتماعي من التركيز على دراسة القادة الوطنيين، والقرارات، ونحو دور الأفراد العاديين، وخاصة الأجانب، والأقليات. تحول العلماء الصغار إلى قضايا مختلفة، تركز عادة على العرق، والفئة، والجنس، مع وجود مساحة صغيرة للنخب. بعد عام 1990، بدأ التاريخ الاجتماعي نفسه في التلاشي، وحل محله نهج، وثقافة ما بعد الحداثة التي رفضت الرواية الكبرى.

## المؤرخين الاجتماعيين.. يحتقرون التاريخ السياسي
في الستينيات والسبعينيات، أدى التركيز المتزايد على إعطاء صوت لمن لا صوت لهم، وكتابة تاريخ الطبقات الدنيا، سواء باستخدام الأساليب الإحصائية الكمية للتاريخ الاجتماعي، أو تقييمات أحدث للتاريخ الثقافي، إلى تقويض مركزية السياسة للانضباط التاريخي. لاحظ (ليف) كيف أن المؤرخين الاجتماعيين (يحتقرون التاريخ السياسي.. باعتباره نخبويًا، ضحلًا، متوقفًا تمامًا، ولا علاقة له بالدراما في الحياة اليومية).